# Рао, Ратнагар
Сант Ратнагар Рао Джи (ок. 1700 г., Деккан, Индия) — индийский святой, йогин. Ратнагар Рао происходит из семьи Пешва, преемник учения сурат-шабд-йоги и сант мат. Он первый преемник после смерти последнего, десятого, Гуру из линии Нанак. После смерти Гуру Гобинд Сингха, его ученики не признали преемника Ратнагар Рао Джи, в результате чего сикхизм оформился как религия. Сами учителя сикхизма никогда не признавали своё духовное учение религией. Среди учителей сикхизма были индусы и мусульмане, люди всех каст и сословий. Их ученики всегда оставались в своих собственных религиях, но это не мешало им проповедовать свою идеологию. Точного свидетельства о том, что Гуру Гобинд Сингх сделал своим духовным преемником Ратнагара Рао, нет. Все последующие преемники признали тот факт, что Ратнагар Рао, является продолжателем традиции сурат-шабд-йоги и сант мат и духовным преемником Гуру Гобинд Сингха. Учеником Ратнагар Рао был Сант Тулси Сахиб.

## Линия преемственности СУРАТ ШАБД ЙОГИ
От учителю к ученику
Учения сурат-шабд-йоги и сант мат.
- Сант Кабир Сахиб
- Гуру Нанак
- Гуру Ангад
- Гуру Амар Дас
- Гуру Рам Дас
- Гуру Арджан Дев
- Гуру Хар Гобинд
- Гуру Хар Рай
- Гуру Хар Кришан
- Гуру Тегх Бахадур
- Гуру Гобинд Сингх
- Ратнагар Рао Джи
- Сант Тулси Сахиб
- Свами Джи Махараджи
- Джаймал Сингх
- Хазур Баба Саван Сингх
- Сант Кирпал Сингх

Сант Кирпал Сингх не оставил после себя официального преемника.